# Обикновен мунтжак
Обикновеният или индийски мунтжак (Muntiacus muntjak) е дребен вид елен – на височина достига едва 30 - 40 см., като мъжките са малко по-едри от женските. Тялото му е компактно; с къси и тънки крайници и малка глава с издължена муцуна. Предочните слъзни жлези са силно развити. Известен е с пословично дългия си език, с който стига дори ушите си. Отличителна черта на индийския мунтжак са неговите костни рогови пънчета, които започват от лицето като естествени продължения на очните дъги и обикновено са по-дълги от самите рога. Въпреки че и двата пола имат костни рогови пънчета само на мъжките им растат рога, но те рядко достигат до 15 см. дължина и са с едно-единствено разклонение. Мъжките редовно сменят рогата си, но за това няма определен сезон, както при същинските елени. Предпочитаното оръжие на мъжките в техните битки обаче не са рогата, а силно развитите им горни кучешки зъби. Те достигат до 2 см. дължина и стърчат надолу от устата като къси бивни.

## Разпространение
Индийският мунджак е най-многобройния и широко разпространен мунтжак. Среща се в тропическите гори на Индия и Шри Ланка, в цяла Югоизточна Азия до островите Суматра, Ява и Борнео.

## Начин на живот и хранене
Мунтжаките живеят самостоятелно или на семейни двойки. Те са териториални животни. Мъжките маркират територията си със секрет от предочните си жлези и ревностно я защитават от натрапници. Битките между мъжките за територия и женските в нея са ожесточени и понякога нараняванията са фатални. Мунтжаките са активни предимно нощем. Менюто им е разнообразно: листа, филизи, горски плодове, гъби, дори яйца на птици. Имат много естествени врагове и когато са разтревожени издават къси излайвания, заради което ги наричат и „лаещи елени“. Те обикновено продължават да лаят дълго след като опасността е отминала – понякога повече от час.

## Размножаване
Мунтжаките нямат определен размножителен сезон. Женските обикновено раждат само едно малко след 200 – 220 дневна бременност. Първите няколко седмици от живота си малкото остава скрито в гъстата растителност. Отбива се на 2 – 3 месечна възрат и съзрява на 1 година, след което бива прогонено от територията на родителите си.
В плен мунтжаките доживяват до 10 години.

## Подвидове
- M. m. annamensis – полуостров Индокитай
- M. m. aureus – Индийски полуостров
- M. m. bancanus – островите Банка и Билитон
- M. m. curvostylis – Тайланд
- M. m. grandicornis – Бурмейски мунтжак, Мианмар
- M. m. malabaricus – Южна Индия и Шри Ланка
- M. m. montanus – Планински мунтжак
- M. m. muntjak – Явански мунтжак, о-в Ява и Южна Суматра
- M. m. nainggolani – островите Бали и Ломбок
- M. m. nigripes – Чернокрак мунтжак, Виетнам и о-в Хайнан
- M. m. peninsulae – Малайзия
- M. m. pleicharicus – Южен Борнео
- M. m. robinsoni – о-в Бинтан и архипелага Линга
- M. m. rubidus – Северен Борнео
- M. m. vaginalis – Мианмар до Югозападен Китай

## Природозащитен статус
В Червения списък на световнозатрашените видове на IUCN като незастрашен